# 中国驻塞内加尔大使馆
中华人民共和国驻塞内加尔共和国大使馆（法語：Ambassade de la République populaire de Chine en République du Sénégal），简称中国驻塞内加尔大使馆，是中华人民共和国驻塞内加尔的外交代表机构。

## 机构设置
中国驻塞内加尔大使馆设置下列机构：
- 经商处
- 领事部